# عملة حصار الخرطوم
عملة حصار الخرطوم كانت عملة ورقية طارئة أصدرها الحاكم البريطاني العام للسودان تشارلز جورج جوردون بتاريخ 25 أبريل (نيسان) 1884 أثناء حصار الخرطوم، وكانت عبارة عن سند إذني بقيمة 20 قرشًا، وهو ما كانت قيمته تُعادل قيمة 50 جنيهًا إسترلينيًا في ذلك الوقت. أنتجت عملة حصار الخرطوم. بدأ استخدام عملة حصار الخرطوم في أواخر نوفمبر 1884.

## التاريخ
أصبح الضابط البريطاني تشارلز جورج غوردون حاكما عاما للسودان في فبراير (شباط) 1884 أثناء الثورة المهدية التي اندلعت في السودان عام 1881 تحت قيادة محمد أحمد المهدي. وفي مطلع مارس (آذار) 1884 كانت قوات النهدي قد قطعت الإمدادات على قوات الجيش البريطاني والمصري وأغلقت الطرق المؤدية لمدينة الخرطوم، فأرسل تشارلز غوردون عدة برقيات للحكومة البريطانية طالبا إرسال بعض التعزيزات لمعاونته في التصدي لقوات المهدي، غير أن طلبه قوبل بالرفض، وبحلول 13 مارس (آذار) 1884 كان مقاتلو المهدي يحاصرون مدينة الخرطوم ويقطعون عنها جميع سبل الاتصال عبر التلغراف مما أجبر تشارلز غوردون على اتخاذ بعض القرارات بمعزل عن الحكومة البريطانية في محاولة توفير الإمدادات اللازمة لقواته ومواجهة المتمردين.

## إصدار العملة
لجأ تشارلز غوردون في 26 أبريل (نيسان) 1884 إلى إصدار أوراق نقدية بقيمة إجمالية بلغت 2500 جنيها استرلينيا قابلة للدفع بعد مرور 6 شهور من تاريخ إصدارها بهدف توفير الإمدادات اللازمة لقواته المحاصرة في الخرطوم وتسهيل التعامل بين التجار والجنود. كانت هذه العملات الورقية في البداية تتمتع بقيمة عالية وموثوقية كبيرة لدى التجار بفضل دعم الحكومة المصرية لها، كما كانت تحمل توقيع تشارلز غوردون نفسه، غير أن قيمتها بدأت في الانخفاض بحلول يوليو (تموز) 1884 بعد أن صدر منها أوراقا نقدية بقيمة إجمالية تراوحت ما بين 26000-50000 جنيها إسترلينيًا.

## التصميم
كانت عملات حصار الخرطوم عبارة عن قطع من الورق المقوى طبع عليها باستخدام الطباعة الحجرية نصا مكتوبة باللغة العربية يقول:
«هذا المبلغ مقبول ونجري دفعه من خزينة الخرطوم أو مصر بعد مضي ستة شهور من تاريخه»
وإلى جانب النص السابق، طُبع على كل ورقة نقدية تاريخ إصدارها، كما يظهر بالأسفل توقيع غوردون باشا بالإضافة إلى ختم الحاكم العام باللغتين الإنجليزية والعربية. كان تشارلز جوردون في البداية يقوم بتوقيع جميع الأوراق النقدية يدويًا بنفسه، ولكن مع إصدار المزيد من الأوراق، أصبحت الأوراق النقدية تصدر مزينة بتوقيع مطبوع باستخدام آلات الطباعة الهكتوغرافية. ومع هذا، لم تحظى الأوراق النقدية التي حملت توقيعات مطبوعة بقبول واسع لدى التجار مقارنة بمثيلاتها الموقعة باليد، مما دفع تشارلز غوردون مجددا إلى توقيع كل ورقه نقدية يدويا بنفسه.

## الإصدارات
أصدرت الإدارة البريطانية للسودان أثناء حصار الخرطوم أربعة إصدارات من النقود الورقية، كان أولها مؤرخا بتاريخ 25 أبريل (نيسان) 1884، وطبع من هذا الإصدار 10 فئات من النقود الورقية التي تعادل قيمتها:
- قرش ميري واحد
- 5 قروش ميري
- 10 قروش ميري
- 20 قرش ميري
- 100 قرش ميري
- 500 قرش ميري
- 1000 قرش ميري
- 2000 قرش ميري
- 2500 قرش ميري
- 5000 قرش ميري

وكان الإصدار الثاني من عملة حصار الخرطوم الورقية عبارة عن ورقة نقدية تعادل قيمتها 50 جنيها مصريًا، أما الإصدار الثالث من عملات حصار الخرطوم الورقية، والذي صدر في 25 أبريل (نيسان) 1884 فكان عبارة عن ورقة نقدية تعادل قيمتها 20 جنيها استرلينيا مذيّلة بتوقيع غوردون باشا وتحمل نصًّا مكتوبا بالفرنسية. وكان الإصدار الأخير من عملات حصار الخرطوم، والذي طُبع في 1 أغسطس (آب) 1884، عبارة عن ورقة نقدية تعادل قيمتها 100 قرش. أصبح العثور على عملات الإصدارين الثالث والرابع عسيرا جدا في الوقت الحالي، فنظرا لطباعة عدد قليل من عملات حصار الخرطوم الورقية من فئة 20 جنيها استرلينيا وفئة 100 قرشا أصبحت هذه الإصدارات نادرة للغاية. ويوضح الجدول التالي الفئات والإصدارات المختلفة من النقود الورقية التي أصدرتها الإدارة البريطانية في السودان أثناء حصار الخرطوم:
| الفئة         | الصورة | تاريخ الإصدار         |
| ------------- | ------ | --------------------- |
| 5 قروش ميري   |        | 25 أبريل (نيسان) 1884 |
| 10 قروش ميري  |        | 25 أبريل (نيسان) 1884 |
| 20 قرش ميري   |        | 25 أبريل (نيسان) 1884 |
| 100 قرش ميري  |        | 25 أبريل (نيسان) 1884 |
| 500 قرش ميري  |        | 25 أبريل (نيسان) 1884 |
| 1000 قرش ميري |        | 25 أبريل (نيسان) 1884 |
| 2000 قرش ميري |        | 25 أبريل (نيسان) 1884 |
| 2500 قرش ميري |        | 25 أبريل (نيسان) 1884 |
| 5000 قرش ميري |        | 25 أبريل (نيسان) 1884 |
| 50 جنيه مصري  |        | 25 أبريل (نيسان) 1884 |